# 李其其格
李其其格（1970年—），内蒙古库伦旗人，蒙古族，中华人民共和国政治人物、第十一届全国人民代表大会内蒙古地区代表。
毕业于内蒙古工业大学机械制造专业。加入中共，担任霍煤集团控股子公司霍宁碳素公司质量技术部化验室主任。2008年起担任全国人大代表。